# Steve Klink

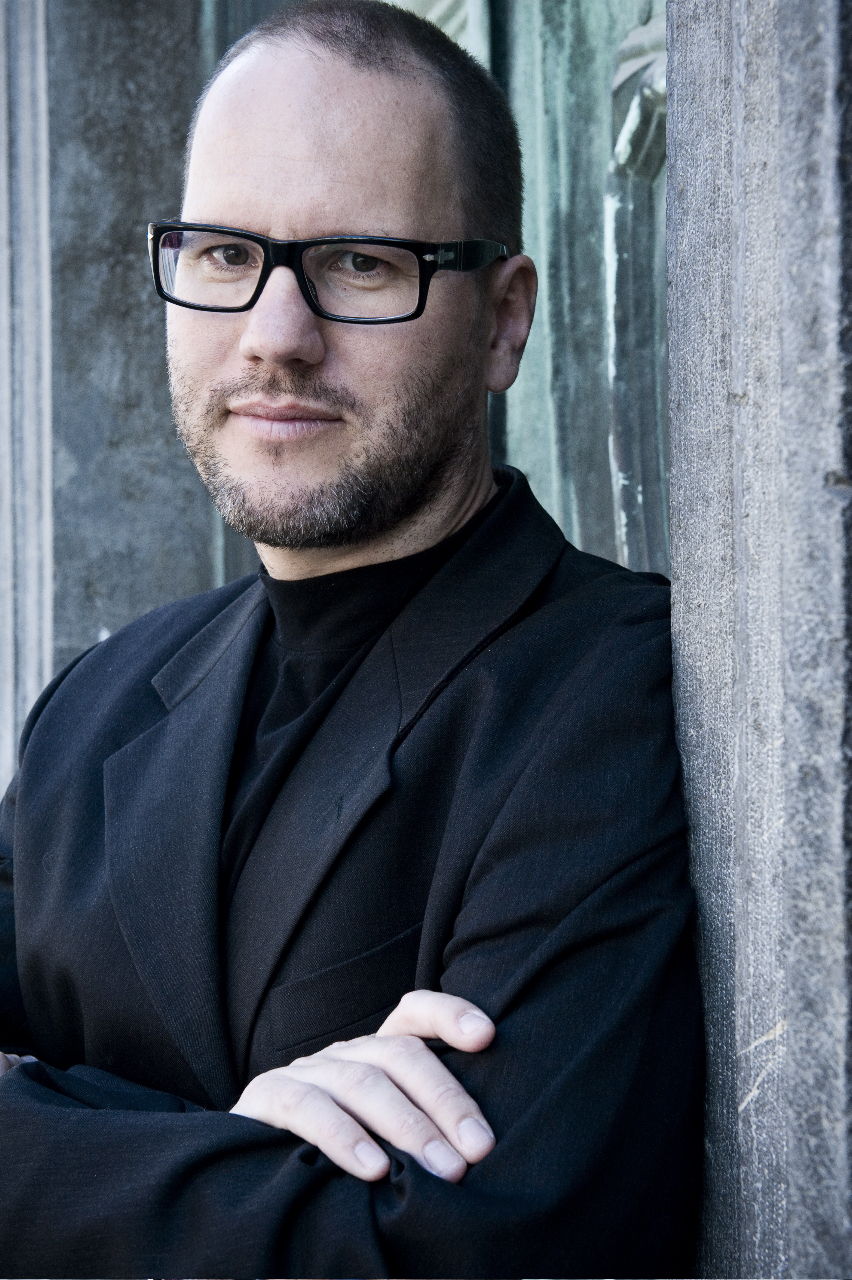
Steve Klink (2011)

Steve Klink (* 2. November 1977 in Dubuque, Iowa) ist ein US-amerikanischer Jazzpianist.

## Leben
Aufgewachsen ist Klink im Mittleren Westen der USA. Noch als Kind reiste er mit seinen Eltern durch Europa. Danach wohnte er in Boston und anschließend in New York. Seit einigen Jahren lebt er in Europa. 
1999 entstand mit der Unterstützung von Siegfried Loch das Album Blue Suit, auf dem Gregory Hutchinson Schlagzeug spielt. Steve Klink hat zusammen mit seinem Jazz-Trio für Funk und Fernsehen gearbeitet und seit 2002 etwa 400 Konzerte gegeben. 

## Werke (Auswahl)
- Wir Jazz-Wunderkinder!, Jork : minor music, P 2003
- Under the Influence, Jork : minor music ; New York : Tuconn Music Records, P 2003
- Feels Like Home, Jork : minor music, 2002
- Searching the Blue ,  DMG Germany, P 2006
- Places to Come From, Places to Go, Jork : minor music, 2002